# 이궁진
이궁진(李宮進, 생몰년 미상)은 고려의 관료로 생전 한림(翰林) 또는 호장을 지냈으며 이진유의 아들이자 이용부의 아버지로 조선을 건국한 조선 태조의 조상으로 전해지는 인물이다.

## 생애
《완산실록》과 《동국세기》, 《충효전》의 내용이 다소 다르게 전해지며, 《완산실록》에 따르면 아내는 이씨(李氏), 《동국세기》 및 《충효전》에 따르면 아내는 김씨(金氏)이다. 또한 《완산실록》의 관직과 이름은 한림(翰林) 이궁진이나 《동국세기》 및 《충효전》에 따르면 호장(戶長) 이어열(李餘說)이다.

### 완산실록
《완산실록》에 따르면 언제 태어났는지는 불명이나 15세에 이름이 실전된 선생 밑에서 수학하였으며, 27세가 되자 과거에 급제했고 호류궁(琥琉宮) 교수관(敎授官)에 임명받았고 고려 인종에 의해 한림원으로 이직하여 그곳에서 일했다. 그러나 이듬해에 모함을 받아 귀양을 갔고 그곳에서 사망했다고 한다.

### 동국세기 및 충효전
《동국세기》에선 이름이 이어열(李餘說)로 나타나며, 15세에 김대유(金大有)의 밑에서 수학하였다고 한다. 또한 김대유의 딸을 아내로 맞이했기에 아내도 이씨가 아닌 김씨(金氏)이며 이궁진이 27세가 되던 해 과거에 합격하자 홀유궁(屹留宮)의 교수관(敎授官)으로 임명받았는데 모든 선비들이 그에게 몰려들 정도로 평판이 좋았다고 한다.
이후, 배륭대군(裴隆大君 또는 濱龍大君)이란 자가 이궁진의 기상과 문장을 보고 고려 인종에게 이궁진을 대제학(大提學)에 임명시킬 것을 건하였다. 그러나 이궁진을 질투하는 자들이 많아 본인은 대제학을 거부했고 하야한 후 죽었다고 한다.

## 계보

### 선조
- 고조부: 이경영
- 고조모: 윤씨(尹氏)
- 증조부: 이충민
- 증조모: 최씨(崔氏)
- 조부: 이화
- 조모: 황씨(黃氏)
- 부친: 이진유
- 모친: 오씨(吳氏)

### 후손
- 아내: 김씨(金氏) 또는 이씨(李氏)
  - 장남: 대장군 이용부
  - 차남: 시중공(侍中公) 완산백 이단신(完山伯 李端信), 전주이씨 시중공파

## 참고 자료
- 14세(世) 궁진(宮進)